# Альфредо Рота
Альфредо Рота  (італ. Alfredo Rota, 21 липня 1975) - італійський фехтувальник, олімпійський чемпіон.

## Виступи на Олімпіадах
| Олімпіада   | Дисципліна           | Місце |
| ----------- | -------------------- | ----- |
| Сідней 2000 | шпага, індивідуальні | 10    |
| Сідней 2000 | шпага, командні      | 1     |
| Афіни 2004  | шпага, індивідуальні | 9     |
| Пекін 2008  | шпага, індивідуальні | 21    |
| Пекін 2008  | шпага, командні      | 3     |